# Salmagundi Club
Salmagundi Club (англ. Salmagundi Club, иногда называют Salmagundi Art Club) — центр изобразительного искусства, художников и коллекционеров, а также художественных выставок, арт-классов, арт-аукционов и многих других мероприятий искусства, находящийся в Нью-Йорке, США. Его спонсором является United States Coast Guard Art Program (COGAP). По состоянию на 2014 год клуб насчитывал порядка 900 членов.

## История
Был основан в 1871 году в местечке Гринвич-Виллидж, ныне один из кварталов Манхэттена, Нью-Йорк. С 1917 года находится в доме № 47 на Пятой авеню.
Первоначально центр назывался New York Sketch Class, позже New York Sketch Club. Своё начало берёт у Гринвич-Виллиджского скульптора Jonathan Scott Hartley, у которого на Бродвее была студия, где еженедельно по субботним вечерам собирались художники, студенты и сторонники Национальной академии дизайна. В 1877 году клуб официально изменил своё название Salmagundi Sketch Club. Название было взято от произведения американского писателя Вашингтона Ирвинга «Сальмагунди» (Salmagundi, 1807—1808).
Организация быстро разрасталась и после аренды разных помещений в апреле 1917 года приобрела особняк в итальянском стиле в доме № 47 на Пятой авеню, выполненный из песчаника. К нему был возведён двухэтажный флигель, где разместились художественная галерея и бильярдный зал. Новоселье было отмечено 5 февраля 1918 года; в нём приняло участие более 500 человек. В 1969 здание было объявлено комитетом New York City Landmarks Preservation Commission историческим и в 1975 году было внесено в Национальный реестр исторических мест США.

## Участники
Членами этого клуба были многие видные деятели искусства США, в числе которых были Уильям Чейз, Чайльд Гассам, Эдвард Волкерт, Джулиан Уир и другие художники.
В число почётных членов клуба входили Пол Кадмус, Уинстон Черчилль, Ричард Фуллер, Эль Гиршфельд, Schuyler Chapin и Thomas Hoving.

## Президенты
Нет определённого срока президентства клуба; его возглавляли:
| - 1871—1889 — Joseph Hartley - 1888—1889 — Джордж Мейнард - 1883—1889 — Чарльз Тёрнер - 1893—1896 — Томас Моран - 1896—1897 — W. Lewis Fraser - 1897—1898 — Alexander Theobald Van Laer - 1898—1899 — Robert C. Minor - 1899—1900 — Alexander Theobald Van Laer - 1900—1901 — George H. McCord - 1901—1903 — George Inness, Jr. - 1903—1905 — J. Scott Hartley - 1905—1908 — Alexander Theobald Van Laer - 1908—1910 — Henry B. Snell - 1910—1911 — Frank Knox Morton Rehn - 1911—1913 — Карлтон Уиггинс - 1913—1914 — Charles Vezin - 1914—1919 — F. Ballard Williams | - 1919—1920 — Emil Carlsen - 1920—1922 — J. Massey Rhind - 1922—1924 — Hobart Nichols - 1924—1926 — W. Granville Smith - 1926—1929 — Франклин де Хавен - 1929—1933 — Брюс Крейн - 1933—1935 — Louis Betts - 1935—1937 — George Elmer Brown - 1937—1939 — Frederick W. Hutchinson - 1939—1941 — Gordon Grant - 1941—1944 — George Lober - 1944—1946 — Frederick K. Detwiller - 1946—1947 — Henry O' Connor - 1947—1949 — Silvio B. Valerio - 1949—1953 — Percy Albee - 1953—1955 — Russell Rypsam - 1955—1957 — Henry Laussucq | - 1957—1959 — Junius Allen - 1959—1963 — A. Henry Nordhausen - 1963—1966 — Francis Vandeveer Kughler - 1966—1970 — Martin Hannon - 1970—1976 — John N. Lewis - 1976—1977 — Martin Hannon - 1977—1979 — Raymond R. Goldberg - 1979—1981 — Richard Clive - 1981—1983 — Carl L. Thomson - 1983—1987 — Ruth B. Reininghaus - 1987—1990 — Edward A. Brennan - 1990—1991 — Kenneth W. Fitch - 1991—1994 — Robert Volpe - 1994—2007 — Richard C. Pionk - 2007—2013 — Claudia Seymour - 2013-наст. время — Robert Pillsbury |